# Prins Karls Forland
Prins Karls Forland, også kaldet Forlandet, er en ø som er en del af arkipelaget Svalbard. Den er placeret i Isfjorden, lige vest for Oscar II Land på Spitsbergen. Prins Karls Forland dækker et samlet areal på 615 km2, hvoraf de 95 km2 er dækket af en gletsjer. Hele øen og havet omkring er en del af Forlandet Nationalpark.
Øen blev opdaget i 1596 af den hollandske søfarer Willem Barents.